# Entedononecremnus annellus
Entedononecremnus annellus är en stekelart som beskrevs av Svetlana N. Myartseva 2004. Entedononecremnus annellus ingår i släktet Entedononecremnus och familjen finglanssteklar. Inga underarter finns listade i Catalogue of Life.